# Einsatzmedaille der Europäischen Union
Die Einsatzmedaille der Europäischen Union (engl.Common Security and Defence Policy (CSDP) Medal, bis 2009: European Security and Defence Policy (ESDP) Medal) ist eine Auszeichnung für Zivil- und Militärpersonal, welches entweder mindestens 30 Tage ununterbrochen oder 45 Tage insgesamt an Auslandseinsätzen im Rahmen der Gemeinsamen Sicherheits- und Verteidigungspolitik der Europäischen Union teilgenommen hat.

## Verleihung
Die unterschiedlichen Einsätze werden jeweils durch eine Spange auf dem Band bzw. der Bandschnalle gekennzeichnet. Die Medaille darf von aktiven und ehemaligen Soldaten der Bundeswehr getragen werden.
Die Verleihung der Einsatzmedaille der Bundeswehr und der dazugehörigen CSDP-Medaille erfolgt in der Regel in einer ehrenvollen Zeremonie, der Medal Parade, im Einsatzland.
Sie ist vergleichbar mit der Einsatzmedaille der NATO.

## Aussehen
Die Auszeichnung ist eine aus Buntmetall gefertigte versilberte runde Medaille mit einem Durchmesser von 35 mm. Sie zeigt kreisrund verlaufend die zwölf Sterne aus der Europaflagge. Auf der Rückseite findet sich die dreizeilige Inschrift PRO PACE UNUM (Gemeinsam für den Frieden).
Getragen wird die Medaille an einem blauen Band mit einem 10 mm breiten, farbig abgesetzten Mittelstreifen auf der linken Brustseite. Der Mittelstreifen bei Auszeichnungen für Personal, das unmittelbar im Einsatzgebiet eingesetzt wurde, ist goldgelb, während für entsprechendes Personal, das außerhalb des Einsatzgebietes Planungs- und Unterstützungsleistungen erbringt, ein weißer Streifen verwendet wird. Zusätzlich existiert eine Sonderstufe mit rotem Streifen zur Würdigung herausragender Einzeltaten.
Für die deutschen Anteile der Unterstützungskompanie EUTM MALI wurde die Variante mit weißem Mittelstreifen verliehen.

## Spangen
Die Medaille ist für die verschiedenen Einsätze bislang jeweils mit der folgenden Spange verliehen worden:
- EUPM (Bosnien-Herzegowina)
- CONCORDIA
- ARTEMIS
- PROXIMA
- ALTHEA
- EUSEC RD Congo
- AMIS
- EUBAM Rafah
- EU COPPS
- EUFOR RD CONGO
- EUPOL Afghanistan
- EUFOR TSCHAD
- EUNAVFOR ATALANTA
- KOSOVO
- EUTM SOMALIA
- EUTM MALI
- EUNAVFOR Aspides

Sonderausführung: Auch hier wird für die deutschen Anteile der Unterstützungskompanie EUTM MALI eine Spange mit weißem Mittelstreifen verliehen.